# 이모의 포스트모던 라이프
《이모의 포스트모던 라이프》(중국어: 姨媽的後現代生活, 영어: The Postmodern Life Of My Aunt)는 홍콩 허안화 감독의 2007년 영화이다. 중국의 배우 사금고와가 주인공을 맡았고, 홍콩 스타 주윤발과 중국의 조미가 출연한다. 일본의 유명 영화음악가 히사이시 조가 영화음악을 맡았다. 사금고와는 이 영화로 27회 홍콩 금상장 여우주연상을 수상했다. 한국에서는 부산국제영화제에서 《이모의 포스트모던 라이프》로 소개되었다.

## 영화정보
- 작가 연연의 동명의 소설을 영화로 옮겼다.
- 2006회 제 11회 부산국제영화제 '아시아영화의 창'부문에서 상영되었다.

## 출연진
- 사금고와 :
- 주윤발 :
- 조미 :

## 제작진
- 감독 : 허안화
- 원작 : 연연(燕燕)
- 각색 : 이장(李檣)
- 음악 : 히사이시 조(久石讓)
- 촬영 : 관본량, 여력위

## 수상
- 27회 홍콩 금상장 여우주연상(사금고와) 수상

## 같이 보기
- 포스트모더니즘